# 孫維世
孫維世（1920年11月30日—1968年10月14日），小名孫光英，四川南溪人，中华人民共和国女导演、演员。孫炳文之女，受周恩来与邓颖超照顾。因私生活争议结怨多人，导致其在文革中受害。1968年10月14日在狱中被迫害致死，终年48岁。1977年6月9日，文化部艺术局在八宝山革命公墓为孙维世举行遗像安放仪式。

## 生平

### 早年生涯
孙维世的父亲孙炳文是周恩来早年战友。大革命时期，1926年初，周恩来和孙炳文在广州秘密会面，孙炳文抱着5岁多的女儿孙维世，让孙维世看身后有无可疑人跟踪，到了会面地点后，孙维世放哨，趴在窗口看外边动静，若陌生人走来就向父亲孙炳文和周恩来报信。1927年4月，孙炳文在清党中在上海龙华被蒋介石下令处决。此后，母亲任锐带着她逃到武汉，不久又回到上海，继续从事中共地下工作。孙维世自幼就能帮母亲烧毁秘密文件或送信。从9岁到16岁，孙维世随母亲过着颠沛流离的生活，除在12岁时在北平贝满女中短暂借读外，没有受过正式教育。
1935年，母亲任锐带着15岁的六妹任均及14岁的女儿孙维世来到上海。任均、孙维世住在一个亭子间。任锐本来想把任均、孙维世送进学校继续学习，但她俩想学表演，任锐就找中共地下党的人帮忙，带她俩见了一个人，将她俩介绍到天一影片公司“东方剧社”（1934年由章泯、金山等人组织）的学习班学习。在东方剧社的学习班里，任均、孙维世假装是姐妹俩，任均化名李露，孙维世化名李琳。当时天一影片公司的吴丽珠负责任均、孙维世所在的学习班，班里一共十多个学生，请到万籁天、崔嵬、王莹、左明、蓝萍（江青）等人来讲课。蓝萍、左明等人还各自将自己的照片送给学员们。学习期间，天一影片公司还组织这批学员观看了王莹、顾而已、叶露茜、蓝萍等人演的话剧《钦差大臣》，蓝萍饰演配角木匠妻子。学习班两三个月结束。因为天一影片公司的电影在南洋有影响，所以吴丽珠想带任均、孙维世到南洋发展，但没能获得任锐同意。此后，任均回开封继续在静宜女中学习，孙维世也回北平上学。在上海期间，孙维世曾在龚秋霞主演的电影《压岁钱》里演出。

### 从武汉到延安

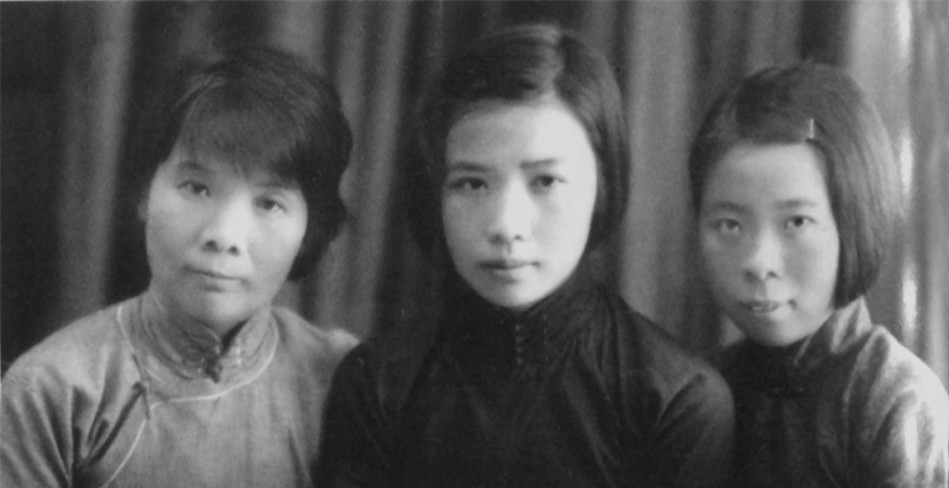
刚过19岁的孙维世（中）同其母亲任锐（左），小姨任均（右）的合影（摄于1938年）

1937年7月抗日战争爆发，孙维世随哥哥孙宁世（孙泱）到武汉，找到八路军武汉办事处，要求去延安。办事处只愿收孙宁世，不愿意收留孙维世。孙维世大闹办事处，周恩来得知孙维世身份，最终同意孙维世留在办事处。不久，周恩来又将将任锐、孙维世母女一起送到延安。1938年，孙维世加入中國共產黨。1938年春，她们母女一起进入延安中国人民抗日军政大学学习，后来又一起转入延安马列学院学习。此后，小姨任均也来到延安，进入鲁艺。周恩来、邓颖超致信任锐说：“愿将烈士遗孤当成自己的女儿。”孙维世也把周恩来和邓颖超当成长辈，经常去看望。此后孙维世以“周恩来养女”自居，然而周恩来邓颖超尽管照顾过很多烈士遗孤，但与孙维世从无收养关系。
1937年，江青抵达延安。1938年初，为纪念一·二八淞沪抗战六周年，延安的文艺工作者排演话剧《血祭上海》，江青饰演二姨太太，孙维世饰演大小姐，毛泽东、张闻天、凯丰、罗瑞卿等领导人观看。该剧公演20天，很受欢迎，江青、孙维世由此在延安成名，一时分别被人们叫作“二姨太太”和“大小姐”。

### 苏联生活

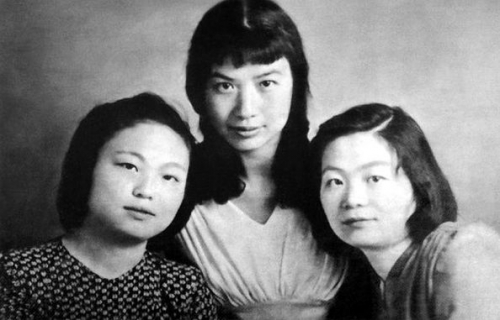
1945年7月在莫斯科，林琳（左）、孫維世（中）、林利（右）合影。林利、林琳是姐妹，都是林伯渠的女儿。

1939年7月，周恩来骑马摔伤，右臂骨折。中共中央决定送周恩来到苏联治疗。孙维世得知后以“照顾周恩来”为由请求与周恩来邓颖超同去。得到批准。然而到达苏联后，孙维世并未照顾周。孙维世先在莫斯科东方学研究所学习，在此期间在课堂上曾与毛泽东前妻贺子珍争执，后进入莫斯科戏剧学院表演系和导演系学习。
1940年3月，不少在苏联的中国人已陆续回中国参加斗争，当时中国形势严峻，孙维世不愿回国，于是周恩来夫妇、任弼时将林利（林伯渠之女）和孙维世托付给共产国际干部，继续在苏联学习。
1941年，孙维世与张梅来往很多，张梅正在怀孕生产前后，孙维世与张梅的丈夫林彪发生婚外恋。同一段时间内，她又与刘亚楼也发生情感纠葛，刘亚楼妻子是中共早期重要领导人苏兆征之女苏丽娃，邓颖超曾在苏兆征去世前冒着危险探望并记录其遗言，对苏丽娃也一直很关心，在苏联时介绍曾携孙维世苏丽娃相识。然而同样是在苏丽娃怀孕生子时刘亚楼与孙维世的婚外情也曝光了。林彪与刘亚楼因此争风吃醋发生冲突。林彪表示可以为孙维世抛妻弃女，要孙维世与他一同回国。孙维世当时并未随林彪回国。林彪与张梅离婚回国并于1942年底经人介绍与叶群相识。1943年结婚，林彪托人给孙维世带来一封信告知其再婚的消息。刘亚楼与苏丽娃1943年离婚，1945年回国。张梅和苏丽娃都在战争年代独自抚养孩子多年，后来都与其他干部再婚。
苏联方面曾建议孙维世和林利加入苏联国籍，但两人始终未同意。两人从1941年到1945年一起经历了苏德战争，在苏联共同生活了7年，结下了深厚友谊。苏德战争爆发后，林利和孙维世从莫斯科撤退，后又返回莫斯科。1942年，林利和孙维世在共产国际工作。1942年底，林利和孙维世离开共产国际机关。在苏德战争期间，为改善生活，林利和孙维世曾住进日本共产党领导人野坂参三的妻子金香的房间，因为当时物资缺乏，但金香仍能享受到苏联的特殊照顾。大批干部回国时，曾叮嘱留在莫斯科的孙维世和林利照顾身体不佳的贺子珍和金维映（邓小平前妻，后成为李维汉妻子，李铁映之母)，但苏德战争开始后，贺子珍被送入精神病院拘押，金维映更是在精神病院从此“下落不明”，孙维世和林利回国后声称对贺金二人遭遇“毫不知情”。

### 从哈尔滨到北京

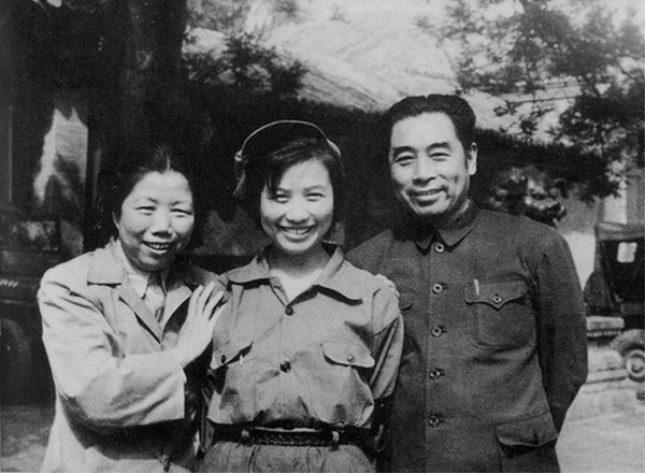
1940年代末期，孙维世和周恩来夫妇在西柏坡的合照

1946年9月，孙维世、林利、李立三夫人李莎及其女儿李英男一道坐火车从苏联回中国，抵达哈尔滨，孙林二人本应继续前往延安，却住进李立三李莎位于中东铁路职工小区并不宽敞的家中，此时林彪与叶群和两个刚出生不久的子女也居住在同一小区内，孙维世第二天就去拜访林彪，林彪心情极不平静，犹豫是否再一次抛妻弃子与孙维世再续前缘。 叶群很快发现孙维世与林彪的关系，最终林彪没有与孙继续发展，但孙维世此举招致林彪妻子叶群极大愤慨。林利和孙维世于1946年11月离开哈尔滨到达延安。
刚到达延安不久，孙维世就向周恩来要求回到哈尔滨参加话剧团工作，1946年底就启程。本来林利到延安见到父亲林伯渠之后，希望留在林伯渠身边，但孙维世说服林利一起回哈尔滨。二人抵达北平后，接到东北方面电报，不让孙维世去哈尔滨。叶剑英就此请示周恩来，周恩来复函说孙维世想去哈尔滨工作是中央同意的。接到周恩来复函后，林利和孙维世到东北，抵达长春后，伍修权表示接到哈尔滨东北军区对外联络部部长李立三署名的电报称，“孙维世同志，请你为了党的利益，不要来哈”等语，孙维世气坏了，却无计可施，最终不得不放弃去哈尔滨。林利独自来到哈尔滨后，见到李立三夫人李莎，一种说法是李莎将电报之事告诉李立三。李立三完全不知道有该电报，经过向林彪询问，才知道电报是林彪夫人叶群在李立三不在哈尔滨时擅自发的。另一种说法是，由于几次婚外恋的前情，孙维世这么快执意返回哈尔滨，哈尔滨方面并不欢迎。为了解决林彪和孙维世的尴尬关系，有人曾撮合离婚后的刘亚楼娶孙维世，但刘亚楼拒绝，与此同时认识了翟云英准备结婚。李立三因担心孙维世与林彪和刘亚楼再次发生婚外情影响太坏，而主动发电报阻止孙维世再来哈尔滨。
此后，孙维世投入陕西、山西三交县土改运动。1948年9月，孙维世来到石家庄正定县的华北大学三部（即文艺学院）任编译组研究员（编译组组长由华北大学三部主任沙可夫兼任）。不久，调到华北大学文工一团工作。
1948年，中国人民解放军正在进行太原战役，为配合宣传党的政策，华北大学文工一团奉命到太原前线的榆次县南河流村，开展群众创作，并排练新节目准备进太原城。李键庆、李翎编剧，张鲁作曲的小秧歌剧《一场虚惊》，孙维世任导演，剧中只有两个人物。11月中旬《一场虚惊》彩排，大获成功，受到榆次县老乡喜爱。
1948年12月5日，平津战役开始，华北大学文工一团奉命北上，准备对解放北平进行宣传。他们从涿县坐火车来到良乡，良乡解放才十多天，群众尚不了解中共，他们演出《一场虚惊》慰问中国人民解放军驻军及当地老乡，很受欢迎，还受到叶剑英、钱俊瑞等领导表扬。到长辛店演出时，受到铁路工人欢迎，多年后还有曾参加过二七大罢工的长辛店老工人说：“我们认识解放军是从看《一场虚惊》开始的。”
1949年2月2日华北大学文工一团进入北平后，《一场虚惊》受到北平市民及文艺界人士欢迎。在西单长安大戏院汇报演出结束后，孙维世带领演职员到休息室见毛泽东、周恩来、朱德等领导。1956年，在中央戏剧学院任教的苏联专家库里涅夫看了《一场虚惊》后说：“请把剧本和曲谱抄给我，待我回莫斯科后，要为瓦赫坦戈夫剧院排演这出戏。”

### 北京生活

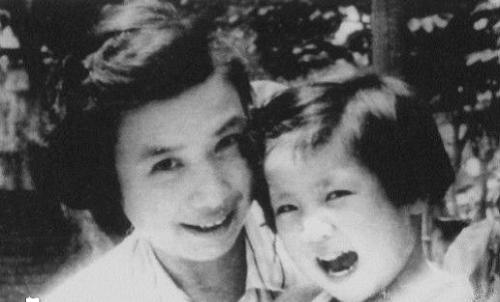
孙维世同其女儿的合影

1949年7月，孙维世以“文艺界青年代表”的名义进入中国代表团，到匈牙利参加第二届世界青年联欢节。在东欧期间，孙维世曾经随“世界青联”组织到东欧各国参观，世界青年联欢节历时半年结束。回国途中，孙维世接到张闻天要她到中国驻苏联大使馆报到的电报。到莫斯科后，大使馆要她和师哲等人一起为1949年12月毛泽东、周恩来同斯大林举行的中苏领导人会谈担任翻译及文秘工作。孙维世任中国代表团的翻译组组长，陪同毛泽东出席会谈。
因为这段莫斯科经历，江青后来曾经多次追问孙维世，要求孙维世说一说和毛泽东出国期间的事情，孙维世没有理会，她多年来一直看不起江青，认为江青不配知道。金山在回忆文章《莫将血恨付秋风》中说，例如早在1950年10月14日，即金山和孙维世结婚当天，江青找到孙维世问道：“你为什么不上我那去？”孙维世问：“什么事？”江青说：“还不就是讲讲你和主席出国的事情吗？”金山称，孙维世不去也不和江青讲她同毛泽东出国的事情是因为事关党和国家机密。
1950年1月回国后，孙维世继续投身话剧事业，翻译、表演、导演了许多苏联和东欧国家的话剧剧目，并协助廖承志创建直属中国新民主主义青年团中央领导的中国青年艺术剧院，任中国青年艺术剧院总导演、艺术委员会主任、副院长。她还任全国政协第二、三、四届委员，中国剧协理事，多次出国。
1950年初春，孙维世在执导翻译版的苏联话剧《保尔·柯察金》时，周恩来属意由他的老部下、曾与其单线联系的地下党员、著名演员张瑞芳，以及她的丈夫金山出演男女主角。在排演该戏期间，金山与孙维世婚外出轨，在孙维世以“周恩来养女”自居的压力下，张瑞芳不得不在巨大情感风波下，一边忍受丈夫与孙维世出轨，一边对着二人排练演出。周恩来邓颖超得知后，向张瑞芳道歉，严厉批评了孙维世并要求她停止这段不当关系，多次苦口婆心劝说，但孙维世不听周邓的劝阻一意孤行。1950年9月，《保尔·柯察金》在北京公演引起轰动。《保尔·柯察金》演完后，张瑞芳向金山提出离婚，并且立刻申请调离北京去上海。1950年10月14日，孙维世不顾周恩来邓颖超的坚决反对，和金山结婚，并用“周恩来养女”的名义广邀宾客在北京市青年宫举行婚礼。周恩来拒绝出席，最后由邓颖超出面当众拿出周恩来送的礼物——《中华人民共和国婚姻法》，警告二人日后收敛放浪行径，遵守婚姻法。
孙维世和金山蜜月过后不久，金山奉命率领一个创作组到朝鲜战争战场体验生活，为创作电影《患难与共》收集素材。朝鲜民主主义人民共和国首相金日成亲自接待金山一行，并派自己的女秘书陪同金山担任向导兼翻译。金山不久和这位女秘书勾搭成奸并公然同居，事发后女秘书被金日成下令枪毙，碍于金山是中国人，不便处理。中国人民志愿军司令员彭德怀得知后，认为此事在国内外影响太坏，发电报请示中央。周恩来回电彭德怀，要求将金山押回国内处理。随后有关领导找孙维世谈话，希望她与“坏分子”金山划清界限，周恩来邓颖超也希望孙维世能悬崖勒马离开金山。金山被押回北京后，受到批判。但出于种种考虑，孙维世决定不和金山离婚，希望金山“重新站起来”。此后，金山被开除党籍撤销职务，并下放工厂劳动。
在与张瑞芳结婚之前，金山曾在1936年与王莹同居，帮助王莹运作挤掉蓝萍（即后来的江青），让其成为话剧《赛金花》女主角，因此与江青结仇。而孙维世此前已经得罪江青，且与金山结婚，出事后拒绝与金山离婚划清界限，更招致江青仇恨。
1952年，孙维世导演果戈理名剧《钦差大臣》。1954年，孙维世导演契诃夫名剧《万尼亚舅舅》。金山在话剧《万尼亚舅舅》中成功饰演万尼亚。孙维世还参与创建了中国儿童艺术剧院，并翻译和导演了苏联童话剧《小白兔》，成为中华人民共和国儿童戏剧的开拓者之一。1953年，在苏联专家开办的中央戏剧学院导演训练班上，孙维世担任班主任。1956年9月，在孙维世提议下，中华人民共和国文化部组建了中央实验话剧院，欧阳予倩任院长，孙维世任副院长兼总导演。孙维世为中央实验话剧院导演了建院剧目《同甘共苦》以及随后的许多剧目。
苏联作家柯切托夫的长篇小说《叶尔绍夫兄弟》、《州委书记》在1950年代后期到1960年代影响很大，中共中央所有部委领导及各省委书记、省领导等几乎都读过。为反修防修，孙维世率中央实验话剧院将《叶尔绍夫兄弟》改编成话剧。经过不到一年排练，在人民大会堂小礼堂内部公演。该剧反映1953年斯大林去世、苏共二十大后，苏联各阶层、各族人民特别是莫斯科人民的思想状况。该剧在人民大会堂小礼堂连演三个月。党和国家领导人除毛泽东和林彪外，全部观看，周恩来看了两次，刘少奇和夫人王光美等还上舞台接见了孙维世及全体演员。朱德因为年龄较大，分两次看完全剧。
后来，孙维世根据周恩来的批示，前往大庆油田，访问“铁人”王进喜，并拜工人为师，以大庆生活为题材创作了话剧《初升的太阳》。

### 文革惨死

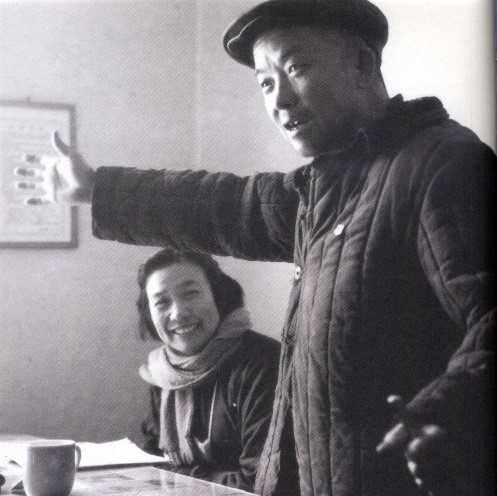
孙维世和王进喜的合影（摄于1960年代初）

1966年文化大革命爆发初期，孙维世被当作“反动艺术权威”受到批判，每天刷碗、刷盘子、洗厕所。但是因为她的家庭背景，开始并没被抓，也没有被进一步批斗。1966年冬天的一个晚上，孙维世来到任均家，抱怨任均自己成了“反动艺术权威”，每天都在刷碗、刷盘子、洗厕所，还对任均说：“六姨呀，江青怎么能出来参政了呢？她出来对大家非常不利，我知道她在上海的事儿太多了，而且她知道我讨厌她。她非要整我不行，我知道她的事儿太多了！”孙维世和任均聊了当时的文革形势，以及江青的一些往事。
1967年9月，江青、陈伯达在接见北京大专院校红卫兵时，两人都说中国人民大学党委副书记、副校长孙泱（孙维世之兄）是坏人，是日本特务、苏修特务、国民党特务。不久，1967年10月6日，孙泱死在中国人民大学的地下室。孙泱死后，孙维世受到软禁。一天黄昏，孙维世偷偷来到任均家，告诉任均自己已被软禁，每天有人监视，她是秘密溜出来的。孙维世将孙泱的死讯告诉任均，并且说：“他们说哥哥是自杀，我不信，得搞清楚这件事。”孙维世还让任均赶紧烧掉1930年代在上海学习班时江青的照片，以免惹来祸端。
1967年12月，江青以“特嫌”的罪名，将孙维世的丈夫金山投入监狱。并借搜查金山“罪证”的名义，对孙维世抄家，抄走大批孙维世与中共高层往来的信件、照片、资料。将当年毛泽东、周恩来、邓颖超、林彪、江青写给孙维世的信统统撕毁焚烧。金山被抓走后，孙维世又偷偷来到任均家，将金山被抓走的消息告诉任均，任均担心江青也对孙维世下手，但孙维世自认没有任何把柄在江青手里。孙维世对任均说：“他们让我说总理的情况，想从我这儿搞总理。总理（的事儿）我有什么可说的？我能说什么？我又不会胡编乱咬！我看不出总理有问题！”但孙维世和任均那时对形势判断有误，认为搞总理周恩来的问题意在清洗毛泽东身边的人。孙维世对任均说：“搞总理，就是想把主席身边的人都打倒，她们好为所欲为！”任均答：“她们是想‘清君侧’。”
孙维世得知哥哥孙泱的死讯，以及金山被抓走后，曾经发出五封申诉信，分别给毛泽东、林彪、周恩来、康生、江青。江青截获了孙维世致周恩来以及致毛泽东的信。江青拿了信去找周恩来，指责周恩来纵容干女儿反对文化大革命，当时江青为此还打了周恩来的耳光。
据林彪与叶群之女林立衡回忆，1967年江青对叶群说：“孙维世是苏修特务。现在趁乱的时候，你给我去抓这个人。你有什么仇人我也替你去抓。”1997年孙新世在北京家中讲述，在姐姐孙维世被捕前，她们两姐妹一直相约每隔一周的周三晚间到天安门广场的人民英雄纪念碑前见面。孙维世曾明确对孙新世说：“我在任何时候，任何情况下如果死了，你都不要相信是自杀，那一定是被人害死的。因为人一死，问题就不清楚了。”1968年春节前，两姐妹最后一次见面。
1967年6月22日，李立三服毒自杀身亡，终年68岁。次日，李立三的夫人李莎被逮捕。他们的案子是“李立三、李莎反革命集团”。1968年3月1日夜，孙维世在家被逮捕。逮捕孙维世的不是公安机关，而是中国人民解放军空军部队的现役军人，他们是依照叶群的指示将孙维世抓走，叶群则是依照江青的指示行事。林利与孙维世同日被捕，她们都被作为“苏修特务的同案犯”，即所谓“李立三、李莎反革命集团成员”。随后二人都被关进北京市公安局下属的功德林监狱，后又被移送到半步桥街的北京市公安局看守所。孙维世没有被关进秦城监狱，又没有被送到军队“看管”，而是被关进北京市公安局系统的看守所，也是为避免周恩来得知关押地点展开营救。在看守所，孙维世的名字被改为“孙伪士”，并定为“关死对象”。
批捕孙维世时，是江青派人搞了份孙维世是苏修特务的文件，送到周恩来处。周恩来被迫签字批捕了孙维世，周恩来同时期签字批捕的还有自己的弟弟周恩寿、王光美的哥哥王光琦。孙维世死后，邓颖超曾经对孙维世的妹妹孙新世谈及此事说：“当时想，放在里面也许比在外面更安全。而且你们（指江青她们）说是特务，抓了起来，你们得给个交待。”谁都没想到孙维世直接被害死了。
1968年3月18日，周恩来正在人民大会堂与造反派开会商决中共中央东北局的问题。江青为干扰周恩来工作，提出要参加。江青一进会场就当着周恩来和众人的面骂道：“成元功是总理的一条狗，孙维世是总理身边的一条狼！”
1968年10月14日，孙维世死於半步桥街的北京市公安局看守所的五角楼，终年48岁。
1968年10月17日，周恩来得知孙维世的死讯后，挥笔批示：“（孙维世）自杀或灭口，值得调查。应当进行解剖化验，以证实死因。”但是，江青等人将死后的孙维世定为“现行反革命”，迅速将尸体火化，不留骨灰。
孙维世死亡五年后，家属才得到孙维世死亡的正式通知。没有任何家属见过孙维世的遗体。孙新世后来向北京市公安局索要姐姐孙维世的骨灰时，得到的答复是“不留反革命的骨灰。”文革后期，邓小平复出，有了为孙维世平反的希望。任均及其丈夫王一达，还有孙新世、金山，四个人一起到一个地方看“中央文革专案组”认定孙维世是“现行反革命”的结论。结论只有几行字，孙维世的“罪行”只有一条，就是“在50年代曾给李立三的夫人李莎送过青年艺术剧院的戏票”。当年孙维世和李莎、林利在苏联相识并成为好友，一道从苏联回国。1950年代，林利曾住在李立三家，孙维世只要有戏票，就送给林利和李莎。后来，江青控制的中央文革找不出孙维世的问题，就以这件小事给孙维世作出了“现行反革命”的结论。这份材料不让抄写，他们四个人就每人背几句，将给孙维世的结论背下。此后，他们以该结论为根据，由孙新世以妹妹的名义上书毛泽东，要求给孙维世平反。邓小平主持中央工作期间，1975年10月14日，对《人民来信摘要》反映的孙新世认为没有查出孙维世参与特务活动的证据，要求开追悼会给予彻底平反一事作出批示：“此事请吴庆彤同志查明处理，如孙无问题，可以将骨灰放到八宝山，不必搞正式追悼会，有亲友参加即可。”但是事情还没有办，邓小平就被毛泽东发动“反击右倾翻案风”整下台。
1976年，金山又与孙维世之妹孙新世结婚。
文革结束后，1977年6月，孙维世正式获得平反。1977年6月9日，中华人民共和国文化部艺术局在八宝山革命公墓为孙维世举行遗像安放仪式。

## 家庭
丈夫，金山。
- 父：孫炳文
- 母：任锐
  - 大哥：孫泱（孙宁世）
  - 三弟：孙济世
  - 四弟：孙名世
  - 五妹：孙新世，后来也嫁给金山。

## 延伸阅读
- 梁柱、贺新辉. . . 人民网. 2012年5月7日  [2014年8月23日]. （原始内容存档于2014年12月2日）.